# Adrian Hanack
Adrian Hanack (* November 1990 in Perleberg) ist ein deutscher Jazzmusiker (Tenorsaxophon, auch Klarinette, Flöte).

## Leben und Wirken
Hanack, der in Berge aufwuchs, erhielt im Alter von sechs Jahren ersten Musikunterricht. Mit zehn Jahren begann er, Saxophon zu lernen, mit 13 Jahren nahm er Klavier hinzu. Er lebte ein paar Jahre in Berlin, um dann an der Musikhochschule Hamburg den Jazzstudiengang zu absolvieren. 
Hanack war 2010/11 Mitglied des Bundesjazzorchesters. Während des Studiums war er Mitgründer des Septetts We don’t suck, we blow und des Duos Kur (mit Silvan Strauss). Seit 2013 ist er Mitglied in der Combo der Bassistin Lisa Wulff, mit der er drei Alben veröffentlicht hat. Am Baritonsaxophon gehört er zur Band Meute, mit der die Alben Tumult (2017), Live in Paris (2019) und Puls (2020) entstanden; weiterhin tourte er mit Al Jarreau und der NDR-Bigband. Wolf Kerschek holte ihn 2019 als Solisten zur Aufführung seiner Symphonic Visions in der Elbphilharmonie. Zudem trat er mit der Bigband  Gaststätte zum Heissen Hirten und mit Giorgi Kiknadze auf. Er ist überdies auf Alben von Neonschwarz (Fliegende Fische) und Ina Müller (55) zu hören.